# Wanscher, Jerichau og tiderummet
Wanscher, Jerichau og tiderummet er en film instrueret af Allan de Waal.